# Murina huttoni
Murina huttoni — вид ссавців родини лиликових.

## Проживання, поведінка
Країна поширення: Китай, Індія, Лаос, Малайзія, М'янма, Непал, Пакистан, Таїланд, В'єтнам. Мешкає від 1450 до 2500 м над рівнем моря. Зустрічається в гірських лісах, тропічних широколистяних лісах і бананових плантаціях. Лаштує сідала серед бананового листя і під корою дерев.

## Загрози та охорона
Втрата середовища існування становить загрозу. Зустрічається в деяких охоронних територіях.